# Basalys loxotropalis
Basalys loxotropalis is een vliesvleugelig insect uit de familie van de Diapriidae. De wetenschappelijke naam van de soort is voor het eerst geldig gepubliceerd in 1918 door Strand.